# Jacob Rasch
Jacob Rasch (født 27. december 1669 i Stavanger, død 1. oktober 1737) var en norsk skolemand. Han var søn af Michael Gundersen, sorenskriver i Jæderen og Dalerne, og Sophie Rasch, lagmandsdatter fra Stavanger.
Rasch blev student 1688 fra skolen i sin fødeby. Han tilbragte nu en lang årrække i Danmark, udgav forskellige disputatser, tog 1696 magistergraden og var blandt andet hovmester hos admiral Fr. Gjedde til Hindemae. Fra sin hjemstavn var han nøje kendt med Torfæus, der boede på Karmøen ved Stavanger, og i flere år forestod han trykningen af dennes skrifter. Også med Rostgaard stod han allerede da i forbindelse. 1706 blev han rektor ved Kristiania skole, i hvilket embede han forblev til sin død, dog således at han fra 1723 tillige var lektor theol. og derved havde meget gode indtægter, ligesom han også samme år blev udnævnt til kancelliråd, den gang en sjælden udmærkelse for en mand i hans stilling. Årsagen til disse begunstigelser var, at han, efter først fra 1711-17 at have været gift med Anne Dorothea Herculesdatter, født Weyer fra Kragerø, havde ægtet den såre indflydelsesrige biskop Bartholomæus Deichmanns datter Anne (født 1754). Deichmann havde endog ansøgt om, at Rasch (der var ældre end han selv!) skulle få løfte om i sin tid at blive hans eftermand i bispeembedet, men dette blev dog ikke indvilget. Derimod ses det, at han ved denne tid fungerede som kommissarius ved salget af norske kirker og fik nogen befatning med matrikuleringssagen og til dels med den inkvisition, som også i Norge fandt sted, samtidig med at svigerfaderen var beskæftiget i "Bandekommissionen" i Danmark.
I sine sidste år synes Rasch at have været temmelig sløv, men en tid lang havde han været en meget nidkær rektor, under hvem Kristiania Skole opnåede mange fordele, blandt andet et nyt og godt lokale, og stod i anseelse. Som videnskabsmand gav han sig ivrig af med at studere runer og syslede med det gamle danske sprog, uden at dog heraf fremkom litterær frugt. En skoletale af ham blev 1721 hårdt medtagen af Andreas Hojer i hans Nova literaria, men Deichman, der harmedes på sin svigersøns vegne, udvirkede nu, at fortsættelsen af Hojers tidsskrift blev forbudt.
- Denne artikel bygger på L. Daaes Biografi i 1. udgave af Dansk biografisk leksikon, Udgivet af C.F. Bricka, 13. bind, side 485, Gyldendal, 1887-1905